# Космос-1975
Космос-1975 је један од преко 2400 совјетских вјештачких сателита лансираних у оквиру програма Космос.
Космос-1975 је лансиран са космодрома Плесецк, СССР, 11. октобра 1988. Ракета-носач Циклон-3 је поставила сателит у орбиту око планете Земље. 